# Škrabl
Škrabl je lahko:
- Anton Škrabl (*1961), slovenski orglar (izdelovalec orgel)
- Josip Škrabl (1903–1973), hrvaški kolesar